# St. Johannis (Gollhofen)

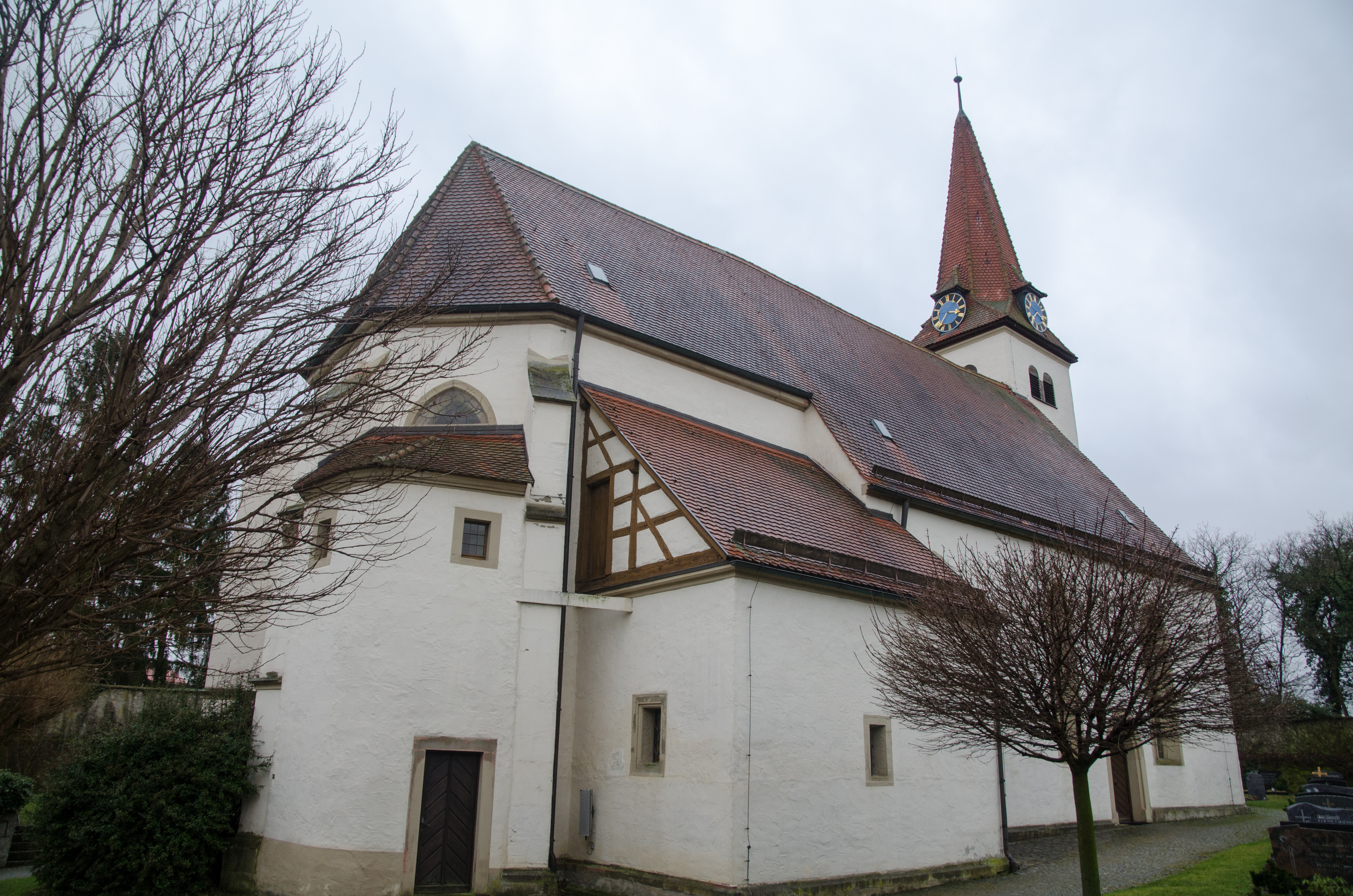
St. Johannis (Gollhofen)

Die evangelische, denkmalgeschützte Pfarrkirche St. Johannis steht in der Gemeinde Gollhofen im Landkreis Neustadt an der Aisch-Bad Windsheim (Mittelfranken, Bayern). Das Bauwerk ist unter der Denkmalnummer D-5-75-127-2 als Baudenkmal in der Bayerischen Denkmalliste eingetragen. Die Kirchengemeinde gehört zum Evangelisch-Lutherischen Dekanat Uffenheim im Kirchenkreis Ansbach-Würzburg der Evangelisch-Lutherischen Kirche in Bayern.

## Beschreibung

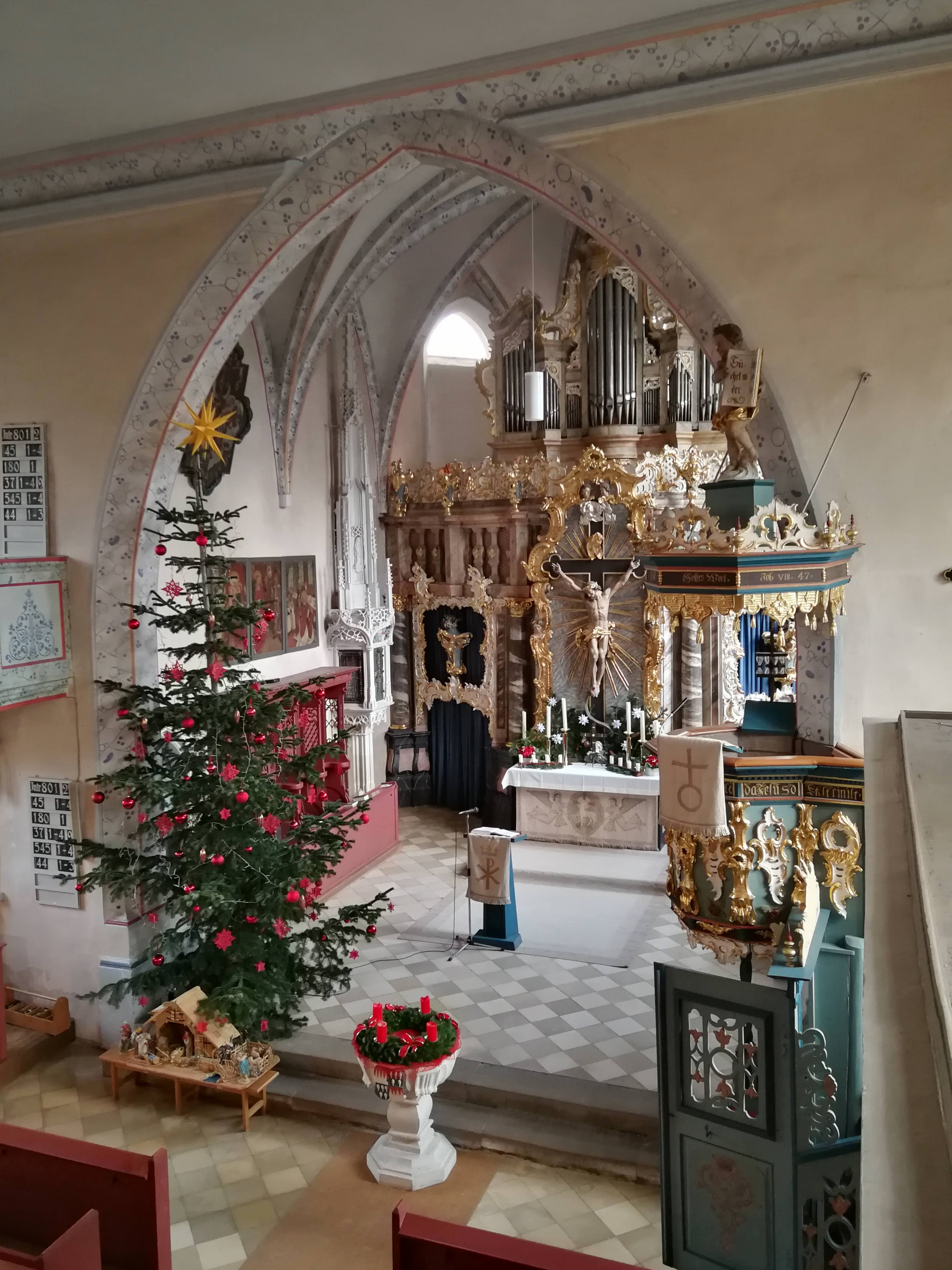
Innenansicht (2019)

Die Saalkirche wurde aus verputzten Bruchsteinen gebaut. Der Fassadenturm im Westen stammt im Kern aus dem 13. Jahrhundert. An ihn wurden zwischen 1482 und 1510 das Langhaus und der eingezogene Chor mit 5/8-Schluss angefügt. Zwischen Langhaus und dem Erdgeschoss des Turms ist der Chorbogen des Vorgängerbaus erhalten. Der Fassadenturm wurde 1670 um ein Geschoss aufgestockt, das hinter den als Biforien gestalteten Klangarkaden den Glockenstuhl beherbergt, und mit einem achtseitigen, spitzen Helm bedeckt, der in vier Dachgauben die Zifferblätter der Turmuhr enthält. Die Wände des Chors, der im Innenraum von einem Kreuzrippengewölbe überspannt ist, werden von Strebepfeilern gestützt, um den Gewölbeschub aufzufangen. Zwischen den Strebepfeilern befinden sich Maßwerkfenster. Das mit einem Satteldach bedeckte Langhaus, das im Innern mit einer Flachdecke überspannt ist, hat an zwei Seiten Emporen, im Westen ist sie zweigeschossig. Die als Altarorgel gestaltete Orgel mit 12 Registern auf einem Manual und Pedal wurde 1766 von Johann Rudolf Voit erbaut. Die letzte Überholung erfolgte 2019.
Das Sakramentshaus wurde 1517 gebaut, die Patronatsloge an der Nordwand 1619. Von Johann Georg Auwera wurden mehrere Teile der Kirchenausstattung gestaltet.